# مگنا پی‌تی

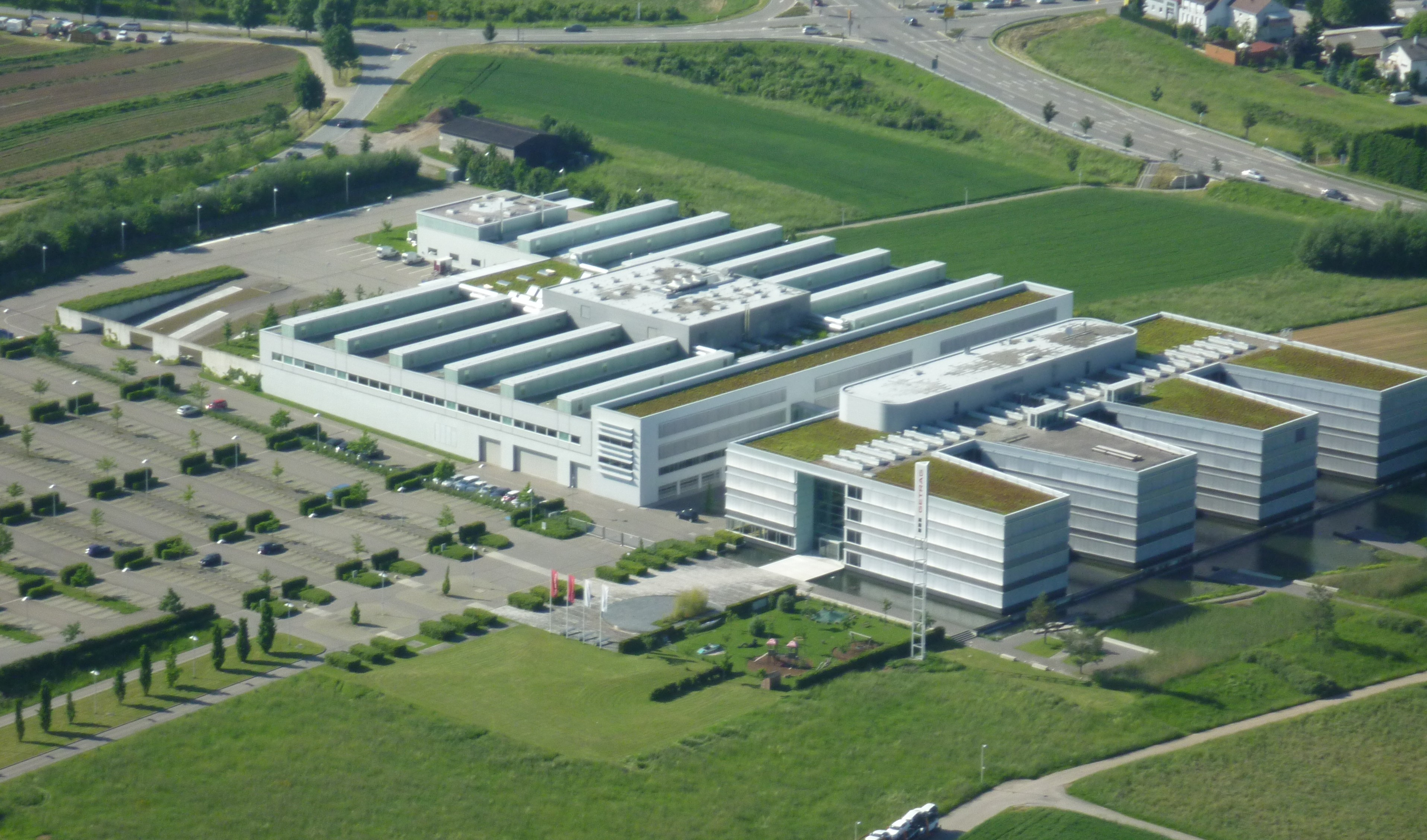
کارخانه مرکزی گتراگ، در شهر اوترگروپنباخ

مگنا پی‌تی (به آلمانی: Magna PT) که پیش از خریداری توسط مگنا اینترنشنال، با نام گِتراگ شناخته می‌شد، شرکت قطعه‌سازی آلمانی است، که در زمینه طراحی و ساخت قطعات خودرو، سامانه‌های انتقال قدرت، محورهای خودرو، جعبه‌دنده، سامانه‌های کلاچ و انواع چرخ‌دنده فعالیت می‌نماید. این شرکت بزرگترین تأمین‌کننده سامانه‌های انتقال قدرت برای خودروهای سواری و تجاری در جهان است.
شرکت گتراگ در سال ۱۹۳۵ توسط هرمان هاگنمایر، در شهر لودویگزوبورگ تأسیس شد و اکنون دارای ۲۴ کارخانه تولیدی در سراسر جهان می‌باشد.
این شرکت دارای ۳ مشارکت انتفاعی، با شرکت‌های فورد، ژیانگلینگ موتورز و دانگفنگ موتور می‌باشد. گتراگ همچنین تأمین‌کننده قطعات برای شرکت‌های ب‌ام‌و، مینی، دایملر آگ، فراری، میتسوبیشی موتورز، پورشه، رنو، گروه فولکس‌واگن و ولوو می‌باشد.
دفتر مرکزی این شرکت در شهر اوترگروپنباخ، بادن-وورتم‌برگ، آلمان قرار دارد. بزرگترین رقبای گتراگ، عبارتند از: آیسین، زداف فریدریش‌هافن و بورگ‌وارنر.